# Ernesto Pastor
Ernesto Pastor Lavergne (Ponce, Puerto Rico, 28 de abril de 1891 - Madrid;12 de junio de 1921) Torero. Hasta la fecha, único torero español nacido en Puerto Rico que ha llegado a tomar la alternativa, que recibió de manos de Joselito El Gallo el 17 de septiembre de 1919 en la plaza de toros de Oviedo.  
Nacido y criado en el Puerto Rico español, tras la guerra hispanoamericana y el cambio de soberanía de la isla al gobierno estadounidense se muda con su hermana y su madre a residir a Méjico DF. Allí queda deslumbrado por el mundo de los toros y al poco tiempo ingresa en la escuela taurina de Saturnino Frutos Ojitos.  
Tras una sucesión de triunfos en suelo azteca se presenta en España el 14 de mayo de 1916 en la Plaza Monumental de Barcelona. Y, si bien, su carrera se desarrolla en plena Edad de Oro del toreo, consigue hacerse un hueco y destacar en el escalafón novilleril hasta presentarse en la plaza de toros de Madrid el 1 de septiembre de 1918, plaza de la que consigue salir a hombros el 27 de julio de 1919.
Tal éxito le permitió tomar la alternativa el 17 de septiembre de 1919 en Oviedo, siendo el padrino de la ceremonia José Gómez Ortega Joselito El Gallo y actuando de testigo Domingo González Dominguín, con toros de Vicente Martínez.
La confirmación de alternativa fue un 30 de mayo de 1920 en Madrid y como padrino tuvo a Agustín García Malla y por testigo a Paco Madrid, ante toros de Miura.
Tras un tiempo relegado al ostracismo, regresa a la plaza de toros de Madrid el 12 de junio de 1921, tarde en la sufre una cornada en la lidia del tercer toro, de nombre Bellotero, marcado con el número 9, de la ganadería del Marqués de Villagodio, provocándole una herida de doce centímetros de extensión y ocho de profundidad en el muslo derecho. Restos de la taleguilla que quedaron en el interior de la herida provocaron una septicemia falleciendo el 12 de junio de 1921 en su domicilio de Ríos Rosas, 18.